# 懒蛇属
懒蛇属（学名：Acrantophis）是蚺科的一属。

## 下属物种
本属包括以下物种：
- 杜梅里尔蚺 Acrantophis dumerili Jan, 1860，杜氏蚺
- 马达加斯加地蚺 Acrantophis madagascariensis (Duméril & Bibron, 1844)
- Acrantophis sloppi Hoser, 2013